# Bendis bowreyi
Bendis bowreyi là một loài bướm đêm trong họ Noctuidae.